# Nikon F601m
Nikon F-601m (Nikon N6000 в США) — автоматизированный малоформатный однообъективный зеркальный фотоаппарат с ручной фокусировкой, выпускавшийся в Японии корпорацией Nikon) с 1990 года. Фотоаппарат оснащался встроенным моторным приводом и несколькими режимами автоматического управления экспозицией. Nikon F-601m считается упрощённой версией автофокусного Nikon F-601, с ручной фокусировкой и без встроенной вспышки.

## Особенности
- Автоматические режимы программного автомата, приоритета выдержки, приоритета диафрагмы и ручной режим отработки экспозиции;
- Матричный и центровзвешенный режимы измерения экспозиции;
- Брекетинг;
- Электронный автоспуск;
- Две скорости серийной съёмки встроенного мотора;
- Поддержка DX-кодирования типа фотоматериала;
- Экспокоррекция для непрерывного и импульсного освещения;
- Автоматика вспышки по технологии TTL OTF;

## Конструкция
Фотоаппарат со встроенным моторным приводом и автоматической зарядкой плёнки не оснащён ручным взводом и обратной перемоткой, которые без элементов питания невозможны. Пластмассовый корпус собран вокруг металлического каркаса. Электронно управляемый затвор с вертикальным движением металлических шторок может бесступенчато отрабатывать выдержки в диапазоне от 1/2000 до 30 секунд в режимах программного автомата и приоритета диафрагмы. В ручном режиме и режиме приоритета выдержки возможна установка выдержек с шагом в 1 ступень, а также ручная выдержка. Синхронизация с электронными вспышками возможна на выдержках не короче 1/125 секунды. Видоискатель с жёстковстроенной пентапризмой оснащён несменным фокусировочным экраном типа «К».